# Station La Pomme
Station La Pomme is een spoorwegstation in de Franse gemeente Marseille.